# Condalia velutina
Condalia Velutina, conocido como zarcigüil, zarzagüil o Grañuela, asebuche, granjeno rojo, granjero rojo, pico de pájaro o membrillo cimarrón es una especie de arbusto espinoso de la familia Rhamnaceae endémica de México.

## Descripción

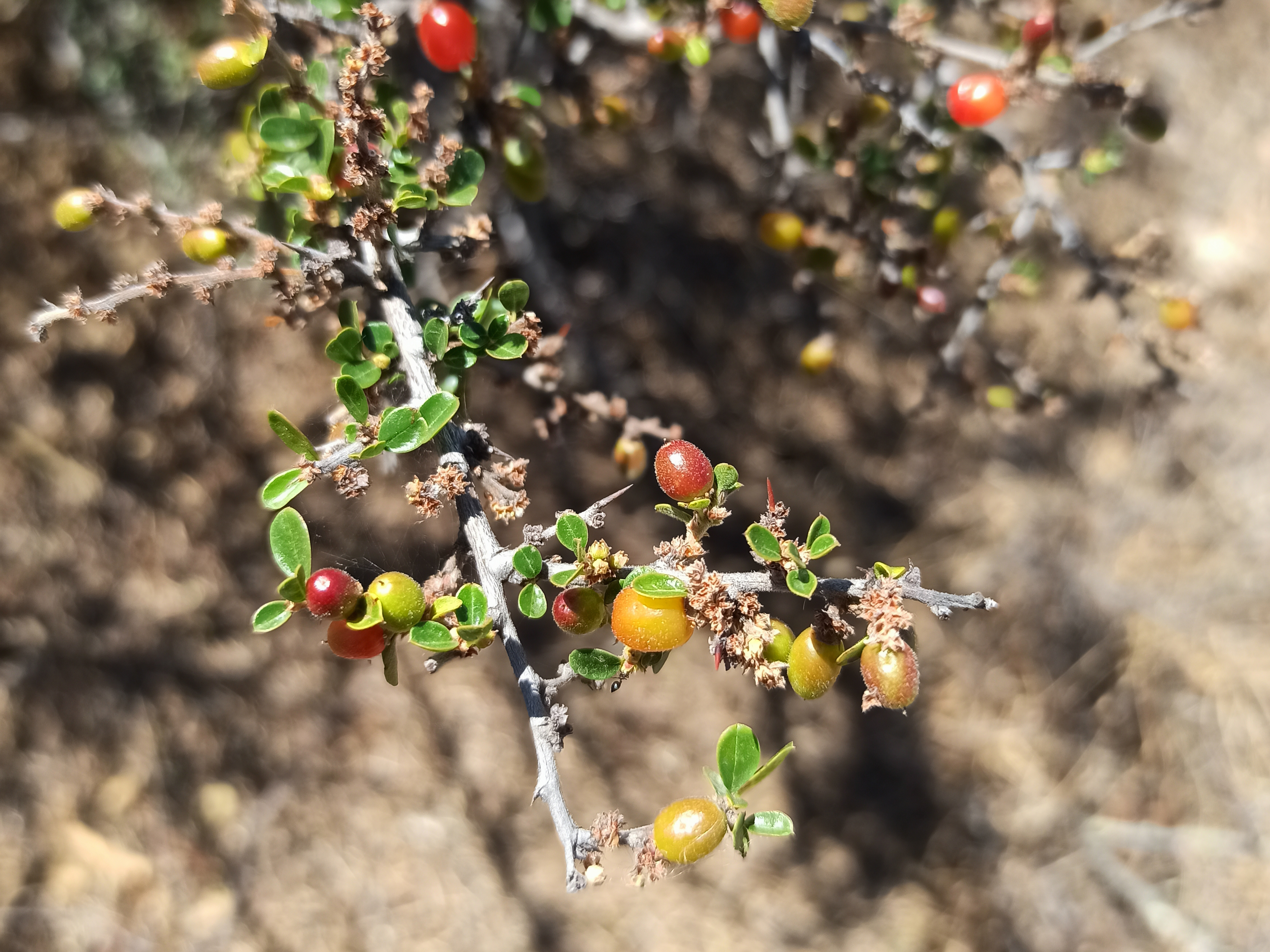
Frutos de zarcigüil, conocidos como "zarcigüiles".

El arbusto suele tener alturas desde los 2 hasta los 5 metros de alto con ramas primarias de 15 a 35 centímetros de longitud y ramas secundarias de 3 a 10 centímetros y entrenudos de 4 a 14 milímetros. Las hojas suelen tener una longitud de 7 a 19 milímetros y un ancho de 5 a 10 milímetros con un nervio medio y de 4 a 5 pares de nervios secundarios. 
El fruto al madurar tiene color que varía del rojo intenso al café claro, una semilla y una longitud de aproximadamente 10 milímetros; los frutos son comestibles, teniendo un sabor agridulce, mientras que la corteza suele usarse como analgésico bucal haciendo una infusión en agua y enjuagando la boca con el líquido resultante.

## Distribución y hábitat
Suele encontrarse en suelos derivados de roca ígnea, compartiendo entorno en bosques de roble (Quercus), matorrales y pastizales. Su altitud varía entre los 1,800 y los 2,400 metros sobre el nivel del mar. Su población se extiende en la mayor parte de los estados de Guanajuato y Querétaro, en el sur de San Luis Potosí, centro-norte de Michoacán, noreste de Jalisco, noroeste del Estado de México y al oeste de Hidalgo.